# Under Two Flags (film 1915)
Under Two Flags è un film muto del 1915 diretto da Travers Vale.
Una delle numerose trasposizioni cinematografiche del romanzo Sotto due bandiere di Ouida (Louise De La Ramee). L'anno seguente, la storia venne portata sullo schermo in Under Two Flags, un film diretto da J. Gordon Edwards e interpretato da Theda Bara.

## Produzione
Il film fu prodotto dalla Biograph Company.

## Distribuzione
Distribuito dalla General Film Company, il film - un cortometraggio in tre bobine - uscì in sala il 21 luglio 1915.

## Versioni cinematografiche diUnder Two Flags
- Under Two Flags, regia di Lucius Henderson (1912)
- Under Two Flags, regia di George Nichols  (1912)
- Under Two Flags, regia di Travers Vale (1915)
- Under Two Flags, regia di J. Gordon Edwards (1916)
- Sotto due bandiere (Under Two Flags), regia di Tod Browning (1922)
- Under Two Jags, regia di George Jeske parodia (1923)
- Sotto due bandiere (Under Two Flags), regia di Frank Lloyd (1936)